# خانه معصومی
خانه معصومی مربوط به دوره قاجار است و در دزفول، محله صحرا بدر مغربی واقع شده و این اثر در تاریخ ۱۷ اسفند ۱۳۸۱ با شمارهٔ ثبت ۷۸۱۷ به‌عنوان یکی از آثار ملی ایران به ثبت رسیده است.